# Annonay Rhône Agglo
Annonay Rhône Agglo est une communauté d'agglomération française située dans le département de l'Ardèche, en région Auvergne-Rhône-Alpes. Son siège se trouve au château du « Domaine de La Lombardière », situé sur la commune de Davézieux, à une dizaine de mètres de la limite intercommunale avec Annonay, ville la plus peuplée du territoire communautaire et du département de l'Ardèche.

## Histoire

### Structure
La communauté d'agglomération est créée au 1er janvier 2017 par arrêté du 5 décembre 2016. Elle est formée par fusion de la communauté d'agglomération du Bassin d'Annonay et de la communauté de communes Vivarhône avec ajout des communes d'Ardoix et Quintenas (issues de la communauté de communes du Val d'Ay).

## Territoire communautaire

### Géographie
La communauté d'agglomération Annonay Rhône Agglo est située au nord du département de l'Ardèche.

### Composition
La communauté d'agglomération est composée des 29 communes suivantes :

| Nom                       | Code Insee | Gentilé          | Superficie (km2) | Population (dernière pop. légale) | Densité (hab./km2) |
| ------------------------- | ---------- | ---------------- | ---------------- | --------------------------------- | ------------------ |
| Davézieux (siège)         | 07078      | Davézoriens      | 5,59             | 3 181 (2022)                      | 569                |
| Annonay                   | 07010      | Annonéens        | 21,2             | 17 222 (2022)                     | 812                |
| Ardoix                    | 07013      | Ardoisiens       | 12,15            | 1 302 (2022)                      | 107                |
| Bogy                      | 07036      | Boginois         | 7,02             | 471 (2022)                        | 67                 |
| Boulieu-lès-Annonay       | 07041      | Bonloculiens     | 9,45             | 2 255 (2022)                      | 239                |
| Brossainc                 | 07044      | Brossinois       | 4,38             | 261 (2022)                        | 60                 |
| Charnas                   | 07056      | Charnauds        | 5,39             | 918 (2022)                        | 170                |
| Colombier-le-Cardinal     | 07067      | Colombiérois     | 2,5              | 335 (2022)                        | 134                |
| Félines                   | 07089      | Félinois         | 14               | 1 874 (2022)                      | 134                |
| Limony                    | 07143      | Limoniens        | 7,22             | 817 (2022)                        | 113                |
| Monestier                 | 07160      | Mounétères       | 7,41             | 59 (2022)                         | 8                  |
| Peaugres                  | 07172      | Peaugrois        | 14,44            | 2 353 (2022)                      | 163                |
| Quintenas                 | 07188      | Quintenassiens   | 14               | 1 750 (2022)                      | 125                |
| Roiffieux                 | 07197      | Refocaliens      | 19,52            | 2 723 (2022)                      | 139                |
| Saint-Clair               | 07225      | Saint-Clairois   | 5,81             | 1 292 (2022)                      | 222                |
| Saint-Cyr                 | 07227      | Saint-Cyriens    | 8,12             | 1 430 (2022)                      | 176                |
| Saint-Désirat             | 07228      | Saint-Désiratois | 7,31             | 876 (2022)                        | 120                |
| Saint-Jacques-d'Atticieux | 07243      | Saint-Jamaires   | 4,97             | 279 (2022)                        | 56                 |
| Saint-Julien-Vocance      | 07258      |                  | 26,42            | 222 (2022)                        | 8,4                |
| Saint-Marcel-lès-Annonay  | 07265      | Saint-Marcelons  | 16,61            | 1 378 (2022)                      | 83                 |
| Savas                     | 07310      | Savassiens       | 12,44            | 896 (2022)                        | 72                 |
| Serrières                 | 07313      | Serrièrois       | 3,96             | 1 074 (2022)                      | 271                |
| Talencieux                | 07317      |                  | 7,1              | 1 116 (2022)                      | 157                |
| Thorrenc                  | 07321      | Thorrençois      | 3,67             | 322 (2022)                        | 88                 |
| Vanosc                    | 07333      | Vanoscois        | 26,1             | 934 (2022)                        | 36                 |
| Vernosc-lès-Annonay       | 07337      | Vernoscois       | 16,08            | 2 670 (2022)                      | 166                |
| Villevocance              | 07342      | Villevocançois   | 9,38             | 1 181 (2022)                      | 126                |
| Vinzieux                  | 07344      | Vinzaires        | 6,87             | 520 (2022)                        | 76                 |
| Vocance                   | 07347      | Vocançois        | 17,17            | 615 (2022)                        | 36                 |

### Démographie
| 1968   | 1975   | 1982   | 1990   | 1999   | 2010   | 2015   | 2021   |
| ------ | ------ | ------ | ------ | ------ | ------ | ------ | ------ |
| 36 284 | 37 718 | 39 735 | 41 516 | 42 728 | 46 512 | 48 268 | 49 674 |

## Administration

### Siège
Le siège de la communauté d'agglomération est situé à Davézieux,.

### Les élus
La communauté d'agglomération est gérée par un conseil communautaire composé, à partir de mars 2020, de 56 conseillers représentant chacune des communes et répartis comme suit, par un arrêté préfectoral du 18 octobre 2019 :
| Nombre de conseillers | Communes                                    |
| --------------------- | ------------------------------------------- |
| 20                    | Annonay                                     |
| 3                     | Davézieux, Roiffieux et Vernosc-lès-Annonay |
| 2                     | Boulieu-lès-Annonay et Peaugres             |
| 1 (+1 suppléant)      | les 23 autres communes                      |

### Présidence
À la suite des élections municipales et communautaires de 2020, Simon Plénet est réélu président de la communauté d'agglomération. Il est assisté d'un bureau communautaire composé de 15 vice-présidents et 14 conseillers communautaires délégués.
La liste des vice-présients est la suivante :
| No | Identité          | Qualité             | Délégation                                                                                              |
| -- | ----------------- | ------------------- | --- |
| 1  | Richard Molina    | 1er vice-président  | chargé de l’Économie, des infrastructures et réseaux (Limony)                                           |
| 2  | Sylvie Bonnet     | 2e vice-présidente  | chargée de la Petite Enfance et de la parentalité (Ardoix)                                              |
| 3  | Yves Fraysse      | 3e vice-président   | chargé de l’Agriculture (Charnas)                                                                       |
| 4  | François Chauvin  | 4e vice-président   | chargé de la Gestion patrimoniale, de la sécurité et de la défense incendie (Annonay)                   |
| 5  | Laurent Marce     | 5e vice-président   | chargé de la Gestion durable des déchets (Talencieux)                                                   |
| 6  | Antoine Martinez  | 6e vice-président   | chargé de la Culture et des équipements sportifs (Annonay)                                              |
| 7  | Ronan Philippe    | 7e vice-président   | chargé de la Santé (Peaugres)                                                                           |
| 8  | Denis Sauze       | 8e vice-président   | chargé de la Transition écologique, des circuits courts et de la restauration collective (Le Monestier) |
| 9  | Christophe Delord | 9e vice-président   | chargé de l’Aménagement durable et urbanisme (Roiffieux)                                                |
| 10 | Gilles Dufaud     | 10e vice-président  | chargé de l’Assainissement et des eaux pluviales (Davezieux)                                            |
| 11 | Sylvette David    | 11e vice-présidente | chargée des Personnes âgées et solidarités (Quintenas)                                                  |
| 12 | Damien Bayle      | 12e vice-président  | chargé du Commerce (Boulieu-lès-Annonay)                                                                |
| 13 | Denis Honoré      | 13e vice-président  | chargé de l’Eau potable (Villevocance)                                                                  |
| 14 | Maxime Durand     | 14e vice-président  | chargé des transports et de la mobilité douce (Félines)                                                 |
| 15 | Laurent Torgue    | 15e vice-président  | chargé des Finances (Serrières)                                                                         |

| Période      | Période                        | Identité     | Étiquette | Qualité                                                                         |
| ------------ | ------------------------------ | ------------ | --------- | ------------------------------------------------------------------------------- |
| janvier 2017 | En cours (au 21 décembre 2022) | Simon Plénet | PS        | Maire d'Annonay (2020 → ), Vice-président du conseil départemental de l'Ardèche |

### Compétences
L'intercommunalité exerce des compétences qui lui sont déléguées par les communes membres.

### Régime fiscal et budget
Le régime fiscal de la communauté de communes est la fiscalité professionnelle unique (FPU).